# سووکوو (استان اوپوله)
سووکوو (به لهستانی: Sułków) یک روستا در لهستان است که در گمینا باباروف واقع شده‌است.